# Laura Bach
Laura Sofia Bach (25 april 1979) is een Deense actrice en zangeres. 

## Carrière
Laura Bach begon in 2004 te acteren bij het Gladsaxe theater en het Arhus Theater. In 2005 maakte ze haar televisiedebuut in de film Danmarks sjoveste mand, bij het grote publiek raakte ze echter bekend in de Deense serie Den som dræber waarin ze de hoofdrol speelde. 
Naast actrice is Bach ook zangeres, haar zangstem komt overeen met een mezzosopraan.
Laura Bach is getrouwd met politicus Dan Jørgensen.

## Filmografie

### Film
- Last Summer (2013)
- Sandheden om mænd (2010)
- Himmerland (2008)
- No Right Turn (2006)
- Grønne hjerter (2006)
- Danmarks sjoveste mand (2005)

### Serie
- The head (2020)
- Rita (2013)
- Den som dræber (2011)
- Album (2008)
- Ørnen: En krimi-odyssé (2004)
- TAXA (1997-1999)

- Gemeinsame Normdatei: 120284927X
- International Standard Name Identifier: 0000 0001 3305 6383
- Library of Congress Control Number: no2019079884
- Nationale Bibliotheek van Tsjechië: xx0184041
- Nederlandse Thesaurus van Auteursnamen: 336355033
- Virtual International Authority File: 283789054
- WorldCat: E39PBJjxwXQd74HFjgm88X8t8C